# 야마다 다이키
야마다 다이키(일본어: 山田 大樹, 2002년 1월 8일~)는 일본의 축구 선수이다.

## 구단 경력
2020년 J1리그의 가시마 앤틀러스에 입단하였다. 2023년 J2리그의 파지아노 오카야마에서 뛰었다.

## 국가대표팀 경력
그는 2022년 아시안 게임에 참가할 일본 U-23 국가대표팀에 발탁되었으며, 준우승에 기여했다. 2024년 AFC U-23 아시안컵에도 출전, 우승.